# (100070) 1992 EX29
(100070) 1992 EX29 es un asteroide perteneciente al cinturón de asteroides, descubierto el 3 de marzo de 1992 por el equipo del Uppsala-ESO Survey of Asteroids and Comets desde el Observatorio de La Silla, Chile.